# بارك جونغ هوون
بارك جونغ هوون (28 يونيو 1988 بكوريا الجنوبية - ) هو لاعب كرة قدم كوري جنوبي في مركز الوسط. لعب مع جونبك هيونداي موتورز ونادي غويانغ زايكرو وUlsan Hyundai Mipo Dockyard FC ‏ وتشونام دراغونز ونادي غانغوون وBucheon FC 1995 ‏.

## وصلات خارجية
- بارك جونغ هوون على موقع دوري كوريا الجنوبية (الإنجليزية)
- بارك جونغ هوون على موقع قاعدة بيانات كرة القدم.إي يو (الإنجليزية)
- بارك جونغ هوون على موقع Soccerway.com (الإنجليزية)